# Кишинівський Соломон Якович
Соломон Якович Кишині́вський (псевдонім — Бенвенуто; 1862, Одеса — 1942, Одеса) — український живописець; член Товариства південноросійських художників з 1891 року з перервою та від 1917 року, один із засновників Одеського відділення Асоціації революційного мистецтва України у 1925 році.

## Біографія
Народився у 1862 році в місті Одесі (нині Україна). Протягом 1879—1883 років навчався в Одеській рисувальній школі, де був учнем Луїджі Іоріні. За час навчання отримав медалі — у 1879 році малу, у 1880 році — велику бронзову, у 1881 році — велику срібну. У 1884—1888 роках навчався в Мюнхенській академії мистецтв у Людвіга фон Гертеріха. Часто відвідував Париж та Рим.
Співпрацював із газетами «Одесские новости», «Театр», «Южное обозрение», журналом «Начало». У 1895—1898 роках друкував у пресі художньо-критичні статті, рецензії.
Після Жовтневої революції брав активну участь у художньому житті Одеси: виступав з лекціями в частинах Червоної армії, проводив екскурсії, викладав у гуртках художньої самодіяльності, організовував експозиції виставок; у 1920–1930-х роках активно займався просвітницькою діяльністю. Загинув в окупованій Одесі в 1942 році у єврейському ґетто.

## Творчість
Створював жанрові картини, портрети та пейзажі в стилі імпресіонізму. Серед робіт:
- «У саду» (1883, Одеський художній музей);
- «Біля воріт монастиря» (1888);
- «Клопотання»/«Прохання» (1889; варіанти — «Скарга», 1893, Музей образотворчих мистецтв у Ашгабаті; 1893 — Третьяковська галерея; 1901, туш, перо, Одеський художній музей);
- «У майстерні скульптора» (1889);
- «Шарманщик» (1889);
- «Пейзаж» (1889, варіант — 1913),
- «Інвалід» (1891);
- «Міг би бути людиною» (1891, пастель, Державний Російський музей; низка варіантів);
- «На службу» (1894);
- «Страждалець» (1895);
- «У кутузці» (1895);
- «Ранок в холодній» (1895, туш, перо, Одеський художній музей; 1897, полотно, олія, Національний художній музей України)[3];
- «Портрет поетеси Ольги Л.» (1900-ті);
- «Хризантеми» (1900-ті);
- «Тюльпани» (1900-ті);
- «Натюрморт» (1900-ті);
- «Портрет артиста В. Давидова» (1902, Одеський художній музей);
- «Суперечка» (1903);
- «Автопортрет» (1904, пастель);
- «У майстерні художника» (1904);
- «Єврей, що читає» (1905—1907);
- «Єврей, що молиться» (1905—1907);
- «Два єврея і єврейка» (1905—1907);
- «Гра в карти» (1906);
- «Одна папіроска» (1906);
- «Жінки біля річки» (1906);
- «Єврей» (1908, Дніпровський художній музей);
- «Тане сніг» (1910, Одеський художній музей);
- «Каштанка» (1912);
- «Та, що замислилася» (1914);
- «За книжкою» (1914);
- «Підмайстри, що грають у карти» (1915, Миколаївський художній музей)[4];
- «Берег» (1916);
- «Бідна людина» (1917);
- «На Куликовому полі» (1918);
- «Ті, що прийшли…» (1919);
- «Зсуви в Отраді» (1925, акварель, Одеський художній музей);
- «1905 рік. Погром» (1927—1929; Національний художній музей України);
- «Повстання на броненосці „Князь Потьомкін-Таврійський“» (1927—1929);
- «Тіло Вакуленчука в порту» (1927—1929);
- «Останні хвилини Опанаса Матюшенка» (1927—1929);
- «Прощання лейтенанта Шмідта з сином» (1927—1929);
- «Ставок» (1929);
- «Пейзаж із деревами» (1930-ті);
- «Одеса. Митна площа» (1932, полотно, олія);
- «Старий» (1935, картон, Одеський художній музей);
- «Вулиця міста» (1936);
- «Біля школи» (1937);
- «Школярі» (1938);
- «Сира погода» (1938, Одеський художній музей);
- «Алея будинку відпочинку моряків» 1939, Одеський художній музей).

|              |                        |                                 |          |
| «Клопотання» | «Одеса. Митна площа».» | «Підмайстри, що грають у карти» | «Старий» |

Брав участь у художніх виставках з 1891 року. За кордоном його роботи експонувалися у Парижі у 1897 році та Відні у 1902 році. Персональні виставки відбулися в Одесі в 1896, 1906—1908, 1910, 1929 та 1938 роках.
Автор статей з питань образотворчого мистецтва: «Вплив фотографії на живопис» («Одеські новини», 29 березня 1895), «Парижанка — картина О. Цорна» («Театр». Одеса, 18 січня 1898) та інших.